# Seznam dílů seriálu Airwolf
Toto je seznam dílů seriálu Airwolf. Seriál s českým dabingem vysílala Premiéra TV.

## Přehled řad
| Řada | Díly | Premiéra v USA | Premiéra v USA  | Premiéra v ČR  | Premiéra v ČR |
| Řada | Díly | První díl      | Poslední díl    | První díl      | Poslední díl  |
| ---- | ---- | -------------- | --------------- | -------------- | ------------- |
| 1    | 11   | 22. ledna 1984 | 14. dubna 1984  | 22. dubna 1996 | vysíláno      |
| 2    | 22   | 22. září 1984  | 13. dubna 1985  | vysíláno       | vysíláno      |
| 3    | 22   | 28. září 1985  | 29. března 1986 | vysíláno       | vysíláno      |
| 4    | 24   | 23. ledna 1987 | 7. srpna 1987   | vysíláno       | vysíláno      |

## Seznam dílů

### První řada (1984)
| Č. v seriálu | Č. v řadě | Původní název           | Režie                | Scénář               | Premiéra v USA (CBS) | Prod. kód   |
| ------------ | --------- | ----------------------- | -------------------- | -------------------- | -------------------- | ----------- |
| 1–2          | 1–2       | Shadow of the Hawke     | Donald P. Bellisario | Donald P. Bellisario | 22. ledna 1984       | 58275/58276 |
| 3            | 3         | Daddy's Gone a Hunt'n   | Virgil Vogel         | Burton Armus         | 28. ledna 1984       | 58208       |
| 4            | 4         | Bite of the Jackal      | Alan J. Levi         | Nicholas Corea       | 4. února 1984        | 58205       |
| 5            | 5         | Proof Through the Night | Harvey Laidman       | Clyde Ware           | 11. února 1984       | 58207       |
| 6            | 6         | One Way Express         | Alan J. Levi         | Burton Armus         | 18. února 1984       | 58209       |
| 7            | 7         | Echos From the Past     | Harvey Laidman       | C.R. O'Christopher   | 3. března 1984       | 58211       |
| 8            | 8         | Fight Like a Dove       | Stephen Dollinger    | Burton Armus         | 10. března 1984      | 58218       |
| 9            | 9         | Mad Over Miami          | David Hemmings       | Joseph Gunn          | 24. března 1984      | 58216       |
| 10           | 10        | And They Are Us         | Nicholas Corea       | Nicholas Corea       | 31. března 1984      | 58217       |
| 11           | 11        | Mind of the Machine     | Ivan Dixon           | T.S. Cook            | 7. dubna 1984        | 58221       |
| 12           | 12        | To Snare a Wolf         | Alan J. Levi         | Louis F. Vipperman   | 14. dubna 1984       | 58210       |

### Druhá řada (1984–1985)
| Č. v seriálu | Č. v řadě | Původní název              | Režie               | Scénář                                                            | Premiéra v USA (CBS) | Prod. kód |
| ------------ | --------- | -------------------------- | ------------------- | ----------------------------------------------------------------- | -------------------- | --------- |
| 12           | 1         | Sweet Britches             | Alan J. Levi        | Donald P. Bellisario                                              | 22. září 1984        | 58801     |
| 13           | 2         | Firestorm                  | Ray Austin          | Calvin Clements, Jr.                                              | 29. září 1984        | 58803     |
| 14           | 3         | Moffett's Ghost            | Donald A. Baer      | T.S. Cook                                                         | 6. října 1984        | 58805     |
| 15           | 4         | The Truth About Holly      | Alan J. Levi        | Phil Combest                                                      | 13. října 1984       | 58802     |
| 16           | 5         | The Hunted                 | Sutton Roley        | Chester Krumholz                                                  | 20. října 1984       | 58810     |
| 17           | 6         | Sins of the Past           | Donald A. Baer      | Westbrook Claridge                                                | 27. října 1984       | 58811     |
| 18           | 7         | Fallen Angel               | Sutton Roley        | Deborah Pratt                                                     | 3. listopadu 1984    | 58804     |
| 19           | 8         | HX 1                       | Gerald Mayer        | Steve Hayes                                                       | 10. listopadu 1984   | 58807     |
| 20           | 9         | Flight #093 is Missing     | Bernard L. Kowalski | hester Krumholz a Calvin Clements, Jr.                            | 17. listopadu 1984   | 58816     |
| 21           | 10        | Once a Hero                | Leslie H. Martinson | Alfonse M. Ruggiero, Jr.                                          | 24. listopadu 1984   | 58819     |
| 22           | 11        | Random Target              | Virgil Vogel        | Herman Groves, Paul Savage, Chester Krumholz a Westbrook Claridge | 8. prosince 1984     | 58813     |
| 23           | 12        | Condemned                  | Tom Blank           | Douglas Steinberg                                                 | 5. ledna 1985        | 58818     |
| 24           | 13        | The American Dream         | Virgil Vogel        | Dennis R. Foley                                                   | 12. ledna 1985       | 58817     |
| 25           | 14        | Inn at the End of the Road | Ray Austin          | Westbrook Claridge a Alfonse M. Ruggiero, Jr.                     | 26. ledna 1985       | 58823     |
| 26           | 15        | Santini's Millions         | Sutton Roley        | Michael Halperin                                                  | 2. února 1985        | 58824     |
| 27           | 16        | Prisoner of Yesterday      | Georg Fenady        | Chester Krumholz a T.S. Cook                                      | 9. února 1985        | 58825     |
| 28           | 17        | Natural Born               | Virgil Vogel        | Alfonse M. Ruggiero, Jr. a Westbrook Claridge                     | 23. února 1985       | 58830     |
| 29           | 18        | Out of the Sky             | Bruce Seth Green    | Gregory Harris a Charles Winston                                  | 2. března 1985       | 58827     |
| 30           | 19        | Dambreakers                | Virgil Vogel        | Westbrook Claridge, Alfonse M. Ruggiero, Jr. a Douglas Steinberg  | 9. března 1985       | 58832     |
| 31           | 20        | Severance Pay              | Sidney Hayers       | Chester Krumholz                                                  | 16. března 1985      | 58806     |
| 32           | 21        | Eruption                   | Tom Blank           | Kevin Hartigan a T.S. Cook                                        | 6. dubna 1985        | 58829     |
| 33           | 22        | Short Walk to Freedom      | Virgil Vogel        | Robert Blee a Dorothy Robinson                                    | 13. dubna 1985       | 58831     |

### Třetí řada (1985–1986)
| Č. v seriálu | Č. v řadě | Původní název                     | Režie               | Scénář                                          | Premiéra v USA (CBS) | Prod. kód |
| ------------ | --------- | --------------------------------- | ------------------- | ----------------------------------------------- | -------------------- | --------- |
| 34           | 1         | The Horn of Plenty                | Sutton Roley        | Sutton Roley                                    | 28. září 1985        | 61108     |
| 35           | 2         | Airwolf II                        | Don Medford         | Louie Elias a Al Martinez                       | 5. října 1985        | 61113     |
| 36           | 3         | And a Child Shall Lead            | Allen Reisner       | Stephen A. Miller                               | 12. října 1985       | 61110     |
| 37           | 4         | Fortune Teller                    | Sutton Roley        | Rick Kelbaugh a James L. Novack                 | 19. října 1985       | 61105     |
| 38           | 5         | Crossover                         | Don Medford         | Elliot West                                     | 26. října 1985       | 61106     |
| 39           | 6         | Kingdom Come                      | Harvey S. Laidman   | Michael Halperin a Richard Kelbaugh             | 2. listopadu 1985    | 61107     |
| 40           | 7         | Eagles                            | Virgil Vogel        | Edward J. Lakso                                 | 9. listopadu 1985    | 61109     |
| 41           | 8         | Annie Oakley                      | Daniel Haller       | Carleton Eastlake, Harold Stone a Rick Kelbaugh | 16. listopadu 1985   | 61102     |
| 42           | 9         | Jennie                            | Bernard L. Kowalski | Katharyn Michaelian Powers                      | 23. listopadu 1985   | 61115     |
| 43           | 10        | The Deadly Circle                 | Harvey Laidman      | Robert Specht                                   | 30. listopadu 1985   | 61111     |
| 44           | 11        | Where Have All the Children Gone? | Daniel Haller       | Alan Godfrey a Al Martinez                      | 14. prosince 1985    | 61114     |
| 45           | 12        | Half-Pint                         | Bernard McEveety    | Robert Janes                                    | 21. prosince 1985    | 61117     |
| 46           | 13        | Wildfire                          | Vincent McEveety    | David Westheimer                                | 11. ledna 1986       | 61116     |
| 47           | 14        | Discovery                         | Alan Cooke          | Del Reisman a Stephen A. Miller                 | 18. ledna 1986       | 61118     |
| 48           | 15        | Day of Jeopardy                   | Georg Fenady        | Everett Chambers a Rick Kelbaugh                | 25. ledna 1986       | 61119     |
| 49           | 16        | Little Wolf                       | Bernard McEveety    | Robert Specht                                   | 1. února 1986        | 61122     |
| 50           | 17        | Desperate Monday                  | Gregory Prange      | Robert Janes, Rick Kelbaugh a J.L. D'Angeles    | 8. února 1986        | 61120     |
| 51           | 18        | Hawke's Run                       | Richard Irving      | B.W. Sandefur                                   | 15. února 1986       | 61127     |
| 52           | 19        | Break-In at Santa Paula           | Dennis Donnelly     | Edward J. Lakso                                 | 22. února 1986       | 61131     |
| 53           | 20        | The Girl Who Fell From the Sky    | Don Chaffey         | B.W. Sandefur                                   | 15. března 1986      | 61132     |
| 54           | 21        | Tracks                            | Ron Stein           | Rick Kelbaugh                                   | 22. března 1986      | 61124     |
| 55           | 22        | Birds of Paradise                 | Bernard L. Kowalski | Robert Janes                                    | 29. března 1986      | 61129     |

### Čtvrtá řada (1987)
| Č. v seriálu | Č. v řadě | Původní název           | Režie             | Scénář                                  | Premiéra v USA (USA) | Prod. kód |
| ------------ | --------- | ----------------------- | ----------------- | --------------------------------------- | -------------------- | --------- |
| 56           | 1         | Blackjack               | Alan Simmonds     | Michael Mercer a Jana Veverka           | 23. ledna 1987       | 0906      |
| 57           | 2         | Escape                  | Patrick Corbett   | Patrick Kennedy                         | 30. ledna 1987       | 0901      |
| 58           | 3         | A Town for Hire         | Patrick Corbett   | Gwen Tulpa a Jordan Nicht               | 6. února 1987        | 0903      |
| 59           | 4         | Salvage                 | Ken Jubenvill     | A.P. Liddell                            | 13. února 1987       | 0904      |
| 60           | 5         | Windows                 | Ken Jubenvill     | Leslie McBride                          | 20. února 1987       | 0905      |
| 61           | 6         | A Piece of Cake         | Bruce Pittman     | Anthony Robertson                       | 27. února 1987       | 0907      |
| 62           | 7         | Deathtrain              | Patrick Corbett   | Jordan Nicht a Gwen Tulpa               | 27. února 1987       | 0902      |
| 63           | 8         | Code of SilenceB        | Allan Simmonds    | Bartholomew S. Spellman                 | 13. března 1987      | 0910      |
| 64           | 9         | Stavograd (Part 1)      | Ken Jubenvill     | Sydney Burrows                          | 20. března 1987      | 0911      |
| 65           | 10        | Stavograd (Part 2)      | Ken Jubenvill     | Sydney Burrows                          | 27. března 1987      | 0909      |
| 66           | 11        | Mime Troupe             | Bruce Pittman     | Lyal Brown a Barbara Brown              | 3. dubna 1987        | 0908      |
| 67           | 12        | X-Virus                 | Ken Jubenvill     | Lyal Brown a Barbara Brown              | 10. dubna 1987       | 0912      |
| 68           | 13        | Rogue Warrior           | Brad Turner       | R.B. Carney                             | 24. dubna 1987       | 0914      |
| 69           | 14        | Ground Zero             | Alan Simmonds     | Michael Mercer                          | 1. května 1987       | 0915      |
| 70           | 15        | Flowers of the Mountain | Randy Bradshaw    | Stephen Ainsworth                       | 8. května 1987       | 0913      |
| 71           | 16        | The Key                 | J. Barry          | Rick Drew                               | 15. května 1987      | 0916      |
| 72           | 17        | On the Double           | Ken Jubenvill     | Frank Kniest                            | 22. května 1987      | 0917      |
| 73           | 18        | Storm Warning           | Brad Turner       | Michael Mercer                          | 29. května 1987      | 0918      |
| 74           | 19        | The Golden One          | George Erschbamer | Ray Hoagan                              | 3. července 1987     | 0919      |
| 75           | 20        | The Puppet Master       | Zale Dalen        | Jordan Nicht a Gwen Tulpa               | 10. července 1987    | 0921      |
| 76           | 21        | Malduke                 | Ken Jubenvill     | Michael Mercer                          | 17. července 1987    | 0923      |
| 77           | 22        | Poppy Chain             | Ken Jubenvill     | Chris Haddock                           | 24. července 1987    | 0920      |
| 78           | 23        | Flying Home             | Brad Turner       | Rick Drew, Chris Haddock a Jana Veverka | 31. července 1987    | 0922      |
| 79           | 24        | Welcome to Paradise     | J. Barry          | James S. Hughs                          | 7. srpna 1987        | 0924      |